# Eleusina
Eleusina (în greacă Ελευσίνα, transliterat: Eleusína) este o localitate în Grecia, port la Golful Saronic, în regiunea administrativă Attica. În prezent este un cartier al capitalei Atena, numit Elefsina, care număra în anul 2001 25.863 locuitori.

## Industrie
Eleusina are o rafinărie de petrol, uzine metalurgice, de ciment și de explozibile. Se exploatează bauxita.

## Cultură
Muzeul Arheologic adăpostește multe obiecte găsite în incinta marelui templu al Demetrei.

## Istoric
Situat doar la cca. 30 km la nord-vest de Atena, orașul are origini străvechi, fiind inițial celebru printr-un templu măreț închinat zeiței Demetra, celebru în întreaga Eladă datorită celebrării misterelor eleusine.
Primul templu dedicat misterelor (Telesterios) a fost construit în epoca mykenicǎ (1400-1200 î. Hr.) și a fost reînnoit de mai multe ori, întâi sub Solon (ca. 700 î.Hr.), apoi în ultima treime a secolului al VI-lea î.Hr. În anul 480 î.Hr. templul a fost complet distrus de perși. La mijlocul secolului al V-lea î.Hr. a fost ridicat dupǎ planurile lui Ictinos un sanctuar pǎtrat, cǎruia arhitectul Philon i-a adǎugat în 330 î.Hr. o colonadă, rămasă neterminată. Frontonul era format în anul 40 î.Hr. de Micile Propilee, care au fost înlocuite la mijlocul secolului al II-lea d.Hr. de Marile Propilee.

## Personalități
- Eschil (n. 525 î.Hr. - d. 456 î.Hr.), dramaturg grec antic, considerat părintele tragediei clasice;
- Stelios Kazantzidis (29 august 1931 - 14 septembrie 2001), cântăreț de rembetika.